# Ellobium dominicense
Espèce
Ellobium dominicense est une espèce d'escargots terrestres de la famille des Ellobiidae, présente sur les rivages de mangrove des littoraux de l’Atlantique ouest.
L'espèce a été décrite sous le nom Auricula dominicensis par André Étienne d'Audebert de Férussac. La localité-type est la République dominicaine.

## Description
L’animal est de couleur blanche, à tentacules partiellement rétractables, modérément allongées, subcylindriques, à extrémité arrondie, les yeux placés à leur base.
La coquille atteint 27 mm au plus. Elle est de forme ovale allongée, plutôt solide, blanc jaune, couvert d’un périostracum brun. La spire est formée de huit tours faiblement convexes. La coquille est lisse, brillante, à stries d’accroissement bien visibles sur le dernier tour et ornée de fine lignes spirales surtout présente contre la suture. Le dernier tour forme 85 % de la longueur de la coquille, et l’ouverture 80 % de la longueur du dernier tour. Le protoconque est lisse, proéminent, formé d’un unique tour. Le réfléchissement de la lèvre à la base de ce dernier est à l’origine d’une perforation de l’apex semblable à un ombilic.
La lèvre interne de l’ouverture est dotée de deux plis, l’un pariétal, situé au tiers inférieur de l’ouverture, déversé et fortement incliné, et un second, columellaire, obtus. La lèvre externe est quelque peu sinueuse à mi-hauteur, légèrement réfléchie chez les spécimens âgés,.

## Distribution
Ellobium dominicense a une distribution pan-caribéenne et sud-américaine recouvrant :
- la Floride[1] ;
- la Guadeloupe[1],[2] ;
- la Guyane[3] ;
- Haïti[1] ;
- le Brésil[4] ;
- le Guyana[1] ;
- la République dominicaine[1] ;
- le Suriname[1] ;
- le Yucatan, au Mexique[1].

## Écologie
Ellobium dominicense vit dans les baies protégées où croît la mangrove, enfoui dans le sédiment humifère de l'arrière mangrove ou sous des branches en décomposition rarement couverte à marée haute.
En Guadeloupe, on rencontre cet escargot  juste au-dessus du niveau de l'eau, dans la litière humide et dans les troncs pourris de la forêt marécageuse qui prolonge la mangrove à l'intérieur des terres.
Cette espèce est donnée pour être opportuniste, formant des colonies peut mobiles une fois établies, composée d'un grands nombres d'individus rencontrées sur une emprise limitée. Il semble que ces colonies disparaissent dès que les conditions environnementales se modifient, quand bien même des conditions favorables sont présentes à proximité.

## Systématique
Le nom valide complet (avec auteur) de ce taxon est Ellobium dominicense (Férussac, 1821).
L'espèce a été initialement classée dans le genre ? sous le protonyme ? dominicense Férussac, 1821.
Ellobium dominicense a pour synonymes :
- ? dominicense Férussac, 1821
- Auricula dominicensis Férussac, 1821
- Auricula pellucens Menke, 1828
- Auriculastra pellucens (Menke, 1828)
- Autonoe riparia Guppy, 1868
- Ellobium dominicense (Férussac, 1821)
- Ellobium pellucens (Menke, 1830)